# Портрет Наполеона III
«Портрет Наполеона III» (фр. L’Empereur Napoléon III) — картина немецкого художника-портретиста Франца Ксавера Винтерхальтера, написанная маслом на холсте в 1853 году. Это официальный портрет французского императора Наполеона III — императора Второй Французской империи с 1852 по 1870 год. Работа имела размеры 240 см в высоту и 155 см в ширину. Хоть оригинал портрета и погиб в 1871 году, во время пожара во дворце Тюильри в Париже, он стал известен по большому количеству копий, сделанных другими живописцами во время правления императора.

## История
Винтерхальтер имел репутацию ведущего портретиста королевских семей Европы, когда в 1852 году ему было поручено создать две картины с изображением императора и его жены, императрицы Евгении.
Первоначальный портрет был представлен публике во время проведения Всемирной выставки 1855 года в Париже, а затем вывешен во дворце Тюильри, также в Париже. Между 1855 и 1870 годами различные художники сделали 540 версий этого портрета для украшения официальных зданий во Франции. Оригинальная работа вместе с портретом императрицы были утеряны из-за пожара в дворце во время Парижской коммуны 23 мая 1871 года.
Два этюда для портретов Наполеона III и Евгении, сделанные Винтерхальтером и его подмастерьем в 1853 году, были обнаружены в двух частных коллекциях, соответственно, в Италии и Дании, и проданы на аукционе Кристис 2 октября 2013 года.

## Описание портрета
Наполеон III стоит в форме генерал-лейтенанта или генерала тогдашней армии Франции с императорской мантией (в действительности никогда не существовавшей) поверх него. В правой руке он держит скипетр, именуемый «рукой справедливости», с короной и ещё одним скипетром на столе слева. Его левая рука покоится на знаменитом Жуайезе. Император носит регалии Великого Магистра Почетного легиона — цепь и красную ленту. На заднем плане справа виден дворец Тюильри — резиденция императора.